# Hermacha evanescens
Espèce
Hermacha evanescens est une espèce d'araignées mygalomorphes de la famille des Entypesidae.

## Distribution
Cette espèce est endémique d'Afrique du Sud. Elle se rencontre au Cap-Oriental, au Cap-Occidental et au Cap-du-Nord

## Habitat
Cette espèce se rencontre dans le Karoo nama

## Description
La femelle syntype mesure 30 mm.
Le mâle décrit par Ríos-Tamayo, Engelbrecht et Goloboff en 2021 mesure 19,05 mm et la femelle 28,95 mm.

## Publication originale
- Purcell, 1903 : « New South African spiders of the families Migidae, Ctenizidae, Barychelidae Dipluridae, and Lycosidae. » Annals of the South African Museum, vol. 3, p. 69-142 (texte intégral).